# David Rintoul
David Wilson, dit David Rintoul, est un acteur britannique, né le 29 novembre 1948 à Aberdeen en Écosse. Il a fait des études à l'université d'Édimbourg avant  de commencer à jouer. Sa femme, Vivien Heilbron, (née à Glasgow en 1944), apparaît dans de nombreuses séries télévisées.

## Théâtre
- The American Pilot de David Greig (Soho Theatre, Londres) en avril 2006
- The Beaux Strategem, de George Farguhar, au Lyric Theatre, à Londres(Hammersmith), en 1986.
- The Chalenging, de Thomas Middleton et William Rowley, au Riverside Studios Theatre, en 1978.
- Love's Labour's Lost (Peines d'amour perdues)  et King Lear (Le Roi Lear) de William Shakespeare, en tournée avec le Prospect Theatre Company, en 1972

## Filmographie

### Télévision
- 1973 : Weir of Hermiston 4 épisodes de 45 min pour la BBC
- 1975 : Five Red Herrings 4 épisodes pour la BBC
- 1976 : The Flight of the Heron 4 épisodes de 30 min pour la BBC
- 1976 : Le Bossu de Notre Dame, d'après Victor Hugo
- 1979 : The famous History of the Life of King Henry the Eight, version télévisée de (Henri VIII) de Shakespeare pour la BBC
- 1980 : Orgueil et Préjugés en 5 épisodes de 53 min où il joue Mr Darcy et Elizabeth Garvie Elizabeth Bennet
- 1990 : Hercule Poirot (série TV, saison 2, épisode 10 : La Mystérieuse Affaire de Styles) : John Cavendish
- 1993-1996 : Doctor Finlay une série en 27 épisodes, d'après le roman de  Cronin, où il tient le rôle principal
- 2001 : Il apparaît dans deux épisodes de la série Hornblower, d'après les romans de C.S. Forester.
- 2006, Dirty Dancing

### Cinéma
- 1975 : La Légende du loup-garou (Legend of the Warewolf) de Freddie Francis
- 2014 : Le Sang des Templiers 2 (Ironclad: Battle for Blood) de Jonathan English
- 2021 : La Protégée (The Protégé) de Martin Campbell

### Doublage
- 2009 : Il prête sa voix à Mc Biscuit dans le film d'animation Les Incroyables aventures de Wallace et Gromit
- 2009 : Il incarne plusieurs personnages dans les jeux vidéo de rôle Risen et Dragon Age: Origins.
- 2013 - 2014 : Il prête sa voix au dieu Zaros dans Runescape.

Il enregistre aussi des audio-livres pour Chivers Audio Books (tous les James Bond) et Isis Recordings et des pièces radiophoniques pour BBC Radio 4.